# Sawmill Sink
Le Sawmill Sink est un trou bleu situé dans les îles Abacos, dans le nord des Bahamas. Ce gouffre mesure 15 mètres à 17 mètres de diamètre pour 33,5 mètres de profondeur.
Contrairement aux trous bleus les plus connus, il est situé à l'intérieur des terres. Grotte sèche à l'origine, il fut créé par un effondrement remontant à 120 000 ans. Il s'est rempli d'eau à la suite d'une ancienne montée du niveau de la mer et son eau est selon les couches salée ou douce.
En 2004, un plongeur travaillant pour le musée des Bahamas y a découvert un fossile d'une tortue remontant à environ 2 500 ans et depuis, les recherches ont permis de remonter et découvrir de nombreux fossiles estimés à entre 1 000 et 4 200 ans, comme des fossiles de spécimen de Crocodylus rhombifer et Caracara creightoni.